# モトリー・クルー (アルバム)
モトリー・クルー (Motley Crue）は、モトリー・クルーが1994年にリリースしたセルフ・タイトルの6thアルバム。
1992年2月にオリジナル・メンバーでヴォーカリストのヴィンス・ニールが解雇され、ニュー・シンガーに元The Screamのジョン・コラビを迎えて製作された。
当初予定のアルバム・タイトルは「ティル・デス・ドゥ・アス・パート」。
全米アルバム・チャート初登場7位を記録したが翌週にはチャート圏から姿を消した。
バンドの司令塔ニッキー・シックスが「モトリー・クルーの名前でリリースしたのが唯一の失敗だった」と語っている通り、当時の音楽シーンを席巻していたグランジ・オルタナティヴ・ロックに棹差しながらも、流行に埋没することなくクオリティの高い楽曲を集めた佳作となっているが、良くも悪くも個性的なコラビのヴォーカルが、ヴィンスの声と一体であったバンドのイメージとそぐわない印象を与えた面は否めない。
シングルカットは「フーリガンズ・ホリデイ」「ミスアンダーストゥッド」「スモーク・ザ・スカイ」。

## 収録曲
All Music by Corabi,Lee,Mars&Sixx
All Lyrics by Corabi&Sixx
1. パワー・トゥ・ザ・ミュージック - Power To The Music  [5:06]
2. アンクル・ジャック - Uncle Jack  [5:32]
3. フーリガンズ・ホリデイ - Hooligan's Holiday [5:40]
4. ミスアンダーストゥッド - Misunderstood [6:53]
5. ラヴシャイン - Loveshine [2:36]
6. ポイズン・アップルズ - Poison Apples [3:39]
7. ハマード - Hammered [5:14]
8. ティル・デス・ドゥ・アス・パート - Til Death Do Us Part [6:03]
9. ウェルカム・トゥ・ザ・ナム - Welcome To The Numb [5:20]
10. スモーク・ザ・スカイ - Smoke The Sky [3:37]
11. ドロッピン・ライク・フライズ - Droppin Like Flies [6:24]
12. ドリフトアウェイ - Driftaway [4:01]
13. ヒプノタイズド - Hypnotized [5:29]＊ボーナストラック
14. ベイビー・キルズ - Baby Kills [5:24]＊ボーナストラック
15. リヴィング・イン・ザ・ノウ - Livin' In The Know [4:23]＊ボーナストラック

## 参加ミュージシャン
- ジョン・コラビ (John Corabi)  - ボーカル、アコースティック・ギター
- ミック・マーズ (Mick Mars)  - ギター
- ニッキー・シックス (Nikki Sixx)  - ベース
- トミー・リー (Tommy Lee)  - ドラム